# Lebeckia sepiaria
Lebeckia sepiaria är en ärtväxtart som först beskrevs av Carl von Linné, och fick sitt nu gällande namn av Carl Peter Thunberg. Lebeckia sepiaria ingår i släktet Lebeckia och familjen ärtväxter. Inga underarter finns listade i Catalogue of Life.

## Bildgalleri